# Generals de Flint
Les  Generals de Flint sont une franchise professionnelle de hockey sur glace en Amérique du Nord qui évoluent dans la Ligue internationale de hockey. L'équipe est basée à Flint dans l'État du Michigan.

## Historique
La franchise est créée en 1993 et participe à la CoHL à partir de 1993. En 1997, la ligue change de nom pour devenir l'United Hockey League. À partir de 2007, la ligue est renommée Ligue internationale de hockey. Les Generals sont affiliés aux Red Wings de Détroit dans la Ligue nationale de hockey.

## Joueurs actuels

### Gardiens de but
- Rob Nolan
- Sergueï Zviaguine

### Défenseurs
- Chris Bogas
- Craig Cescon
- Brandon Gentile
- Tyler Howells
- Jake Pence
- Steve Silver

### Attaquants
- Ben Boudreau
- Chris Kovalcik
- Dan Lapointe
- Matt Moffat
- John Mori
- Mike Olynyk
- Pascal Rhéaume
- John Ronan
- Jamie Schaafsma
- Rick Smith
- Bryan Smolinski
- Nathan Ward

### Saisons en UHL
Note: PJ : parties jouées, V : victoires, D : défaites, N : matchs nuls, DP : défaite en prolongation, DF : défaite en fusillade, Pts : Points, BP : buts pour, BC : buts contre, Pun : minutes de pénalité
| Saison  | PJ | V  | D  | N | DP | DF | Pts | Classement                  | Séries éliminatoires        |
| ------- | -- | -- | -- | - | -- | -- | --- | --------------------------- | --------------------------- |
| 2008-09 | 76 | 22 | 47 | - | 2  | 5  | 51  | 6e place, division est      | Ne participe pas            |
| 2007-08 | 76 | 34 | 28 | - | 5  | 9  | 82  | 3e place, division est      | Défaite en première ronde   |
| 2006-07 | 76 | 33 | 34 | - | -  | 9  | 75  | 3e place, division est      | Défaite en première ronde   |
| 2005-06 | 76 | 31 | 35 | - | -  | 10 | 72  | 4e place, division centrale | Ne participe pas            |
| 2004-05 | 80 | 33 | 33 | - | 14 | -  | 80  | 4e place, division centrale | Ne participe pas            |
| 2003-04 | 76 | 39 | 27 | - | 10 | -  | 88  | 2e place, division est      | Défaite en première ronde   |
| 2002-03 | 76 | 32 | 36 | - | 8  | -  | 72  | 5e place, division est      | Ne participe pas            |
| 2001-02 | 74 | 42 | 26 | - | 6  | -  | 90  | 4e place, division UHLW     | Défaite en première ronde   |
| 2000-01 | 74 | 30 | 34 | - | 10 | -  | 70  | 4'e place, division UHLNW   | Ne participe pas            |
| 1999-00 | 74 | 51 | 14 | - | 9  | -  | 111 | 1e place, division UHLC     | Remporte la Coupe Coloniale |
| 1998-99 | 74 | 37 | 32 | - | 5  | -  | 79  | 3e place, division UHLC     | Défaite en seconde ronde    |
| 1997-98 | 74 | 46 | 22 | - | 6  | -  | 98  | 1e place, division UHLE     | Défaite en finale           |

## Numéros retirés
- 1 Bob Perani
- 5 Stephen Brochu
- 16 Doug Manchak
- 20 Kevin Kerr
- 77 Brett MacDonald